# Mak π 100 (film)
Mak π 100 è un film del 1987, diretto da Antonio Bido.

## Trama
A Livorno Roberto entra in Accademia navale come cadetto, anche per continuare la passione per il mare di un fratello, morto anni prima in occasione di una regata di velisti, della quale disgrazia il giovane continua a ritenersi corresponsabile. Roberto intreccia un tenero flirt, gradualmente più intenso, con Claudia, fidanzata da quattro anni del guardiamarina Paolo. Adirato, Paolo pone al cadetto l'alternativa: se gli preme di partecipare alla grande regata della prossima "Mediterranean Cup" a bordo della "Gemini" (di cui lo stesso Paolo è skipper e Roberto potrebbe essere il timoniere) il rapporto amoroso con Claudia deve finire.
Roberto è combattuto tra sentimento e orgoglio (Claudia sembra volergli bene davvero), mentre continua ad essere osteggiato dall'altro in tutti i modi, anche durante i duri allenamenti. Infine, la grande sfida tra le prestigiose imbarcazioni: la Gemini della Marina Militare vince solo grazie ad una arditissima manovra, che Roberto ha posto in atto all'ultimo momento, ma di cui il guardiamarina si appropria ingenerosamente la paternità (il che provoca, una volta a terra, una violenta scazzottata tra i due).
Alla festa del MAK π 100, che coincide con la conquista della coppa da parte della "Gemini", Paolo presenta Claudia ai genitori come sua fidanzata e parla addirittura di nozze entro due mesi, ma Claudia (all'oscuro di tali programmi) reagisce, abbandona Paolo e corre verso il porto, dove Roberto si è imbarcato (con l'assenso del suo comandante che da molto tempo lo segue e ne apprezza le doti), per andare a fare lo skipper in un'altra gara internazionale. I due giovani si salutano da lontano, ormai certi che ogni ostacolo è superato.